# 宋云彬
宋云彬（1897年8月16日—1979年4月17日），浙江海宁人，中华人民共和国政治人物、文史学者、杂文家。

## 生平
1924年加入过中国共产党，曾任黄埔军校政治部编纂股长，“四一二”事变后任武汉《民国日报》编辑，兼国民政府劳动部秘书。20世纪30年代任开明书店编辑，主持编辑校订大型辞书《辞通》，主编《中学生》杂志。抗战期间在桂林参与创办文化供应社，编辑《野草》杂志。抗战胜利后到重庆主编民盟刊物《民主生活》。1949年到北京，参加教科书编审工作。1952年回浙江任文联主席，省文史馆馆长。1957年被划成右派，次年调北京任中华书局编辑，参与点校“二十四史”。1960年10月右派“摘帽”。1954年，当选第一届全国人民代表大会代表，也是第一、三、四、五届全国政协委员，民盟中央委员。出版的书籍有《红尘冷眼》（山西人民出版社2002版）和《宋云彬文集》（中华书局2015版）。。1954年，中国史学会公布第一届理事会名单，郭沫若担任主席，吴玉章、范文澜担任副主席，他担任常务理事。